# Свифт, Джонатан
Джо́натан Свифт (англ. Jonathan Swift; 30 ноября 1667 года, Дублин, Ирландия — 19 октября 1745 года, Дублин) — англо-ирландский писатель-сатирик

, публицист, философ, поэт и общественный деятель, англиканский священник.
Наиболее известен как автор сатирико-фантастического романа «Путешествия Гулливера», в котором остроумно высмеял человеческие и общественные пороки. Жил в Дублине (Ирландия), где служил деканом (настоятелем) собора Святого Патрика. Несмотря на своё английское происхождение, Свифт энергично защищал права простых ирландцев и заслужил искреннее уважение с их стороны.
Свифт поставил свою фамилию лишь под единственной брошюрой «Предложение об исправлении, улучшении и закреплении английского языка» (1712), все остальные сочинения при его жизни издавались в Британии анонимно или под вымышленными именами.

## Биография

### Ранние годы (1667—1700)
Основным источником сведений о семье Свифта и его ранних годах является «Автобиографический фрагмент», который был написан Свифтом в 1731 году и охватывает события до 1700 года. Там говорится, что в годы гражданской войны семья деда Свифта, священника в посёлке Гудрич (Херефордшир, западная Англия), переселилась в Ирландию.
Будущий писатель родился в ирландском городе Дублине в небогатой протестантской семье. Его отец (также по имени Джонатан Свифт, 1640—1667), мелкий судейский чиновник, умер незадолго до рождения сына, оставив семью (жену, дочь и сына) в бедственном положении. Поэтому воспитанием мальчика занимался состоятельный дядя по отцу Годвин, с матерью Джонатан почти не встречался. После школы 14-летний мальчик поступил в Тринити-колледж Дублинского университета (1682), который закончил в 1686 году. В результате обучения Свифт получил степень бакалавра и пожизненное скептическое отношение к научным премудростям .

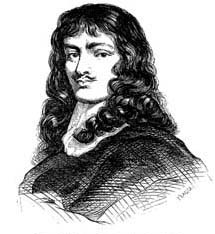
Сэр Уильям Темпл

В связи с гражданской войной, начавшейся в Ирландии после свержения короля Якова II (1688), Свифт уехал в Англию, где пробыл 2 года. Дядя Годвин к тому времени разорился и не мог поддерживать племянника. В Англии Свифт служил секретарём у сына знакомого матери (по другим сведениям, её дальнего родственника) — состоятельного отставного дипломата Уильяма Темпла. В имении Темпла Свифт впервые встретил Эстер Джонсон (1681—1728), дочь служанки, рано потерявшую отца. Эстер тогда было всего 8 лет; Свифт стал её другом и учителем.
В 1690 году он вернулся в Ирландию, хотя позже неоднократно посещал Темпла. Для поиска должности Темпл вручил ему характеристику-рекомендацию, в которой отмечались хорошее знание латинского и греческого языков, знакомство с французским и отменные литературные способности. Темпл, сам известный эссеист, сумел оценить незаурядный литературный талант своего секретаря, предоставил ему свою библиотеку и дружескую помощь в житейских делах; взамен Свифт помогал Темплу в подготовке его обширных мемуаров. Именно в эти годы Свифт начинает литературное творчество, сначала как поэт. Влиятельного Темпла посещали многочисленные именитые гости, включая короля Вильгельма, и наблюдение за их беседами дало неоценимый материал будущему сатирику.
В 1692 году Свифт получил звание магистра в Оксфорде, а в 1694 году принял духовный сан англиканской церкви. Он был назначен священником в ирландский посёлок Килрут (англ. Kilroot). Однако вскоре Свифт, по его собственным словам «утомившись своими обязанностями за несколько месяцев», вернулся на службу к Темплу. В 1696—1699 годах пишет сатирические повести-притчи «Сказка бочки» и «Битва книг» (опубликованы в 1704 году), а также несколько поэм.
В январе 1699 года умер покровитель, Уильям Темпл. Темпл был одним из тех немногих знакомых Свифта, о ком он написал лишь добрые слова. Свифт занимается поисками новой должности, обращается к лондонским вельможам. Долгое время эти поиски успеха не имели, но зато Свифт близко познакомился с придворными нравами. Наконец, в 1700 году он назначен служителем (пребендарием) собора Святого Патрика в Дублине. В этот период он публикует несколько анонимных памфлетов. Современники сразу отметили особенности сатирического стиля Свифта: яркость, бескомпромиссность, отсутствие прямой проповеди — автор иронически описывает события, оставляя выводы на усмотрение читателя.

### Мастер сатиры (1700—1713)

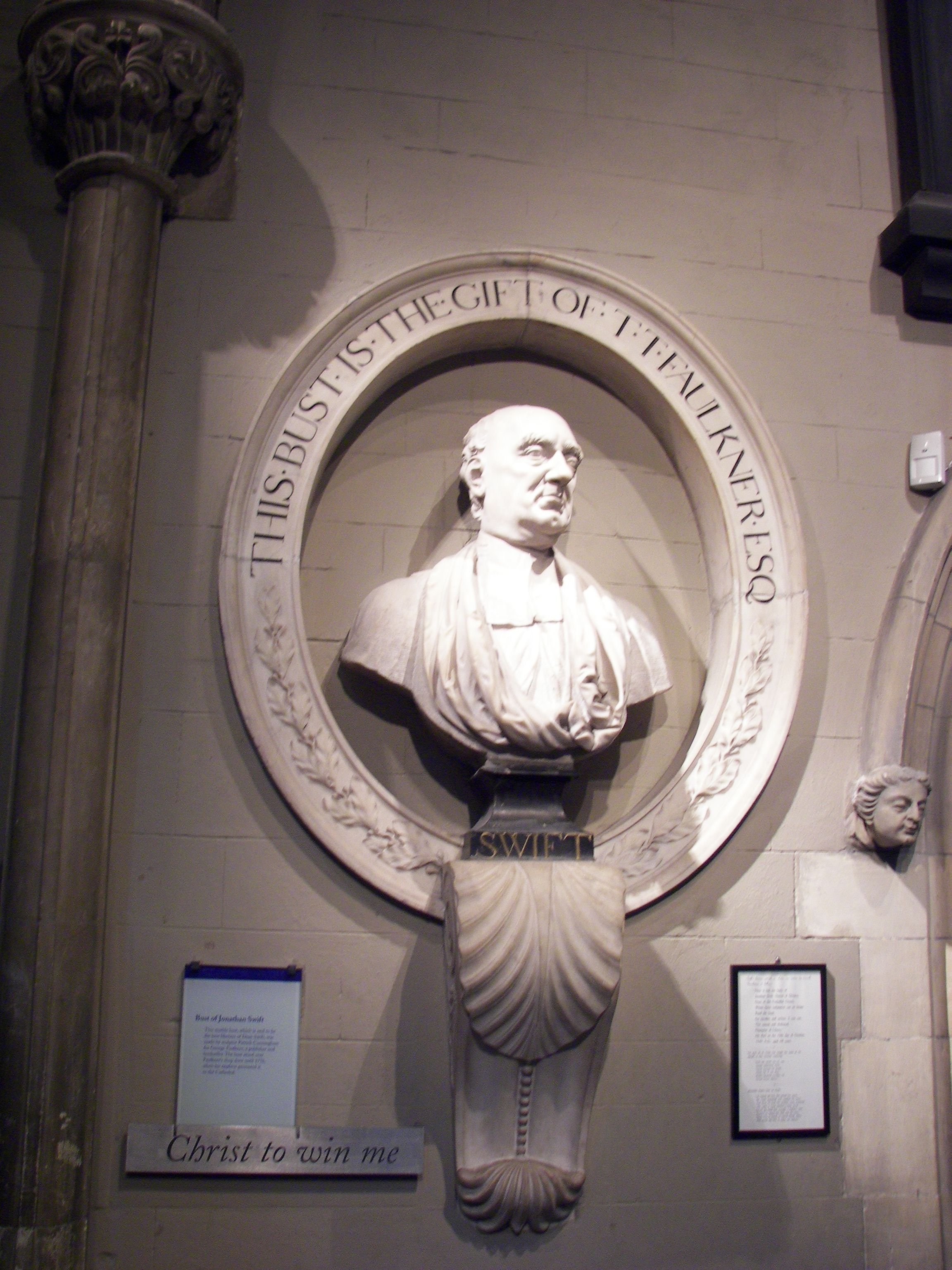
Бюст Свифта в Соборе Св. Патрика

В 1702 году Свифт получил степень доктора богословия в Тринити-колледже. Сближается с оппозиционной партией вигов. Авторитет Свифта как писателя и мыслителя растёт. В эти годы Свифт часто посещает Англию, заводит знакомства в литературных кругах. Издаёт (анонимно, под одной обложкой) «Сказку бочки» и «Битву книг» (1704); первая из них снабжена многозначительным подзаголовком, который можно отнести ко всему творчеству Свифта: «Написано ради общего совершенствования рода человеческого». Книга сразу становится популярной и в первый же год выходит тремя изданиями. Отметим, что почти все произведения Свифта выходили под разными псевдонимами или вообще анонимно, хотя его авторство обычно не составляло секрета.
В 1705 году виги на несколько лет завоевали большинство в парламенте, однако улучшения нравов не произошло. Свифт вернулся в Ирландию, где ему предоставили приход (в деревне Ларакор), и проживал там до конца 1707 года. В одном из писем он сравнил распри вигов и тори с кошачьими концертами на крышах.

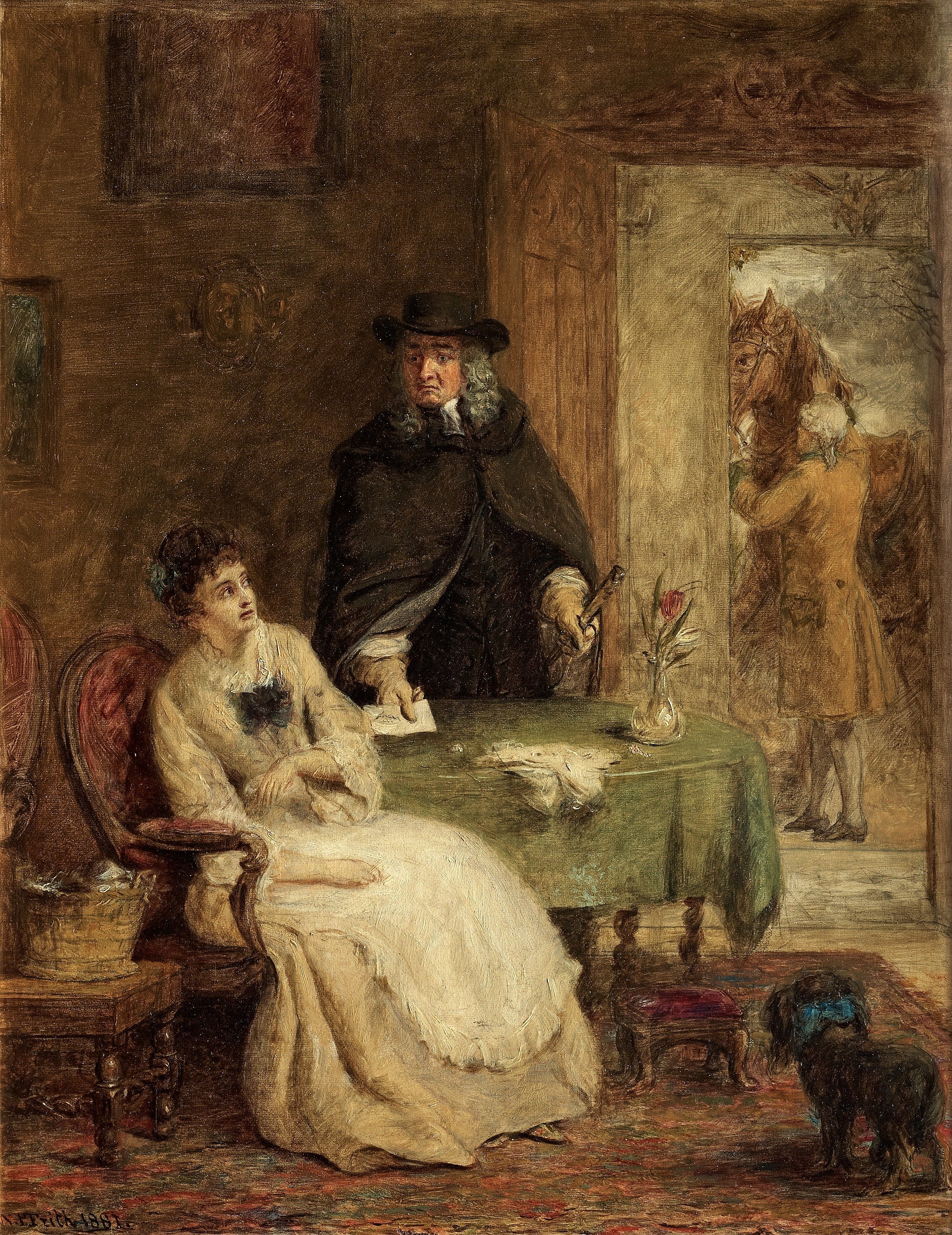
Свифт и Ванесса. Картина Уильяма Фрайта, 1881

Около 1707 года Свифт познакомился с другой девушкой, 19-летней Эстер Ваномри (англ. Esther Vanhomrigh, 1688—1723), которую он в своих письмах называл Ванессой. Она, как и Эстер Джонсон, росла без отца (торговца-голландца). Сохранилась часть писем Ванессы к Свифту — «грустные, нежные и восхищённые»: «Если Вы находите, что я пишу слишком часто к Вам, то Вы должны сообщить мне об этом или вообще написать мне снова, чтобы я знала, что Вы не совершенно позабыли обо мне…».
В то же время Свифт почти ежедневно пишет Эстер Джонсон (её Свифт именовал Стеллой); позднее эти письма составили его книгу «Дневник для Стеллы», изданную посмертно. Эстер-Стелла, оставшись сиротой, поселилась в ирландском поместье Свифта вместе со своей компаньонкой, на правах воспитанницы. Часть биографов, опираясь на свидетельства друзей Свифта, предполагает, что он и Стелла тайно обвенчались около 1716 года, хотя документальных подтверждений этому не обнаружено.
В 1710 году тори во главе с Генри Сент-Джоном, впоследствии виконтом Болингброком, пришли к власти в Англии, и Свифт, разочаровавшийся в политике вигов, выступил в поддержку правительства. В некоторых областях их интересы действительно совпадали: тори свернули войну с Людовиком XIV (Утрехтский мир), осудили коррупцию и пуританский фанатизм. Именно к этому и призывал ранее Свифт. Кроме того, они с Болингброком, талантливым и остроумным писателем, подружились. В знак благодарности Свифту предоставили страницы консервативного еженедельника «The Examiner», где в течение нескольких лет публиковались памфлеты Свифта.

### Декан (1713—1727)

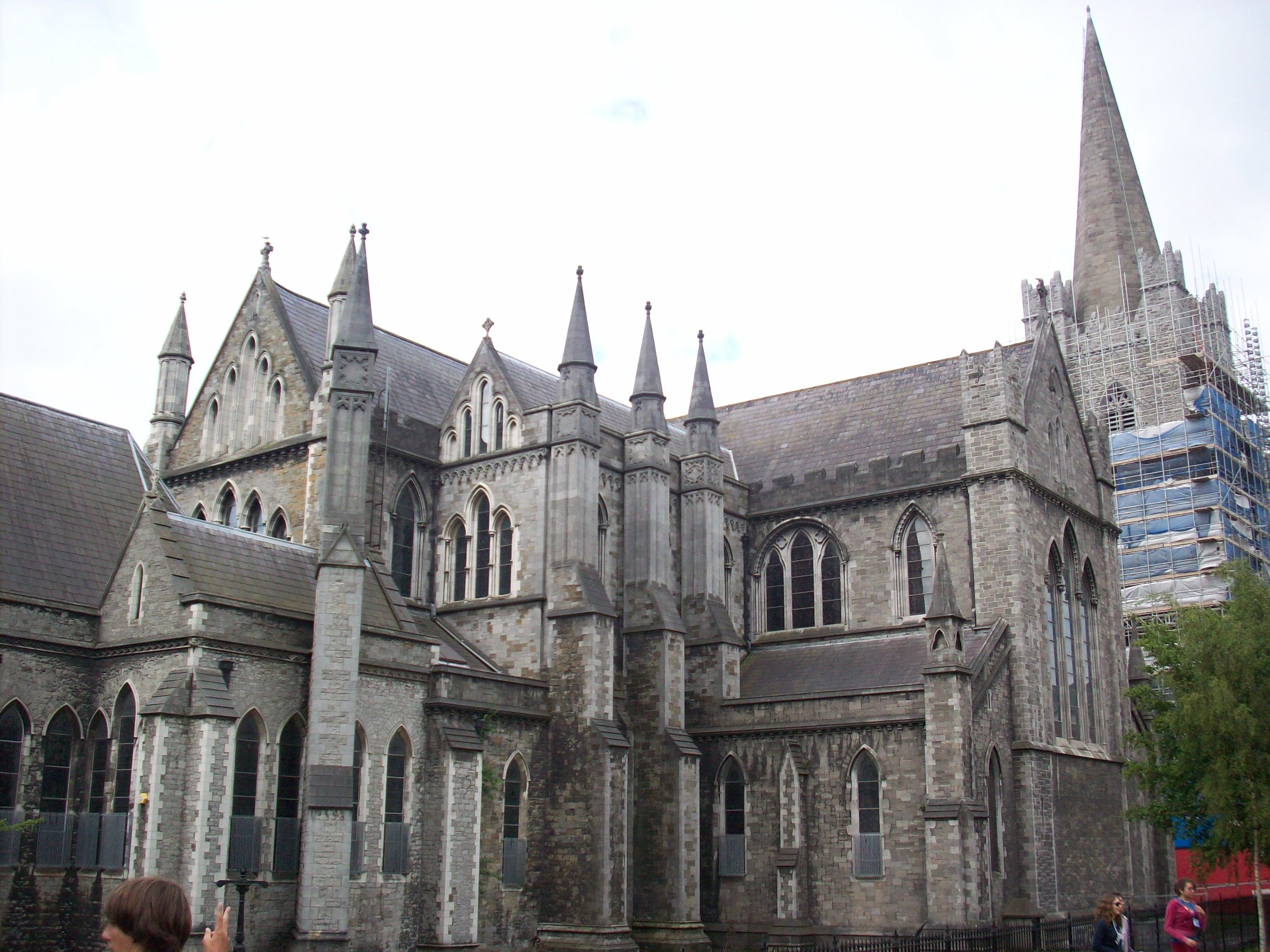
Собор св. Патрика, Дублин

В 1713 году с помощью друзей из лагеря тори Свифт назначен деканом собора Святого Патрика. Это место, помимо финансовой независимости, даёт ему прочную политическую трибуну для открытой борьбы, однако отдаляет от большой лондонской политики. Тем не менее Свифт из Ирландии продолжает активное участие в общественной жизни страны, публикуя статьи и памфлеты по насущным проблемам. Гневно выступает против социальной несправедливости, сословной спеси, угнетения, религиозного фанатизма и др.
В 1714 году виги вновь вернулись к власти. Болингброк, обвинённый в сношениях с якобитами, эмигрировал во Францию. Свифт направил письмо изгнаннику, где просил располагать им, Свифтом, по своему усмотрению. Он добавил, что это первый случай, когда он обращается к Болингброку с личной просьбой. В этом же году умерла мать Ванессы. Оставшись сиротой, она переезжает в Ирландию, поближе к Свифту.
В 1720 году палата лордов ирландского парламента, сформированная из английских ставленников, передала британской короне все законодательные функции в отношении Ирландии. Лондон немедленно использовал новые права для создания привилегий английским товарам. С этого момента Свифт включился в борьбу за автономию Ирландии, разоряемой в интересах английской метрополии. Он провозгласил по существу декларацию прав угнетённого народа.

Всякое управление без согласия управляемых есть самое настоящее рабство… По законам Бога, природы, государства, а также по вашим собственным законам вы можете и должны быть такими же свободными людьми, как ваши братья в Англии.

В эти же годы Свифт начинает работу над «Путешествиями Гулливера».
1723 год: смерть Ванессы. Она заразилась туберкулёзом, ухаживая за младшей сестрой. Переписка её со Свифтом за последний год была по какой-то причине уничтожена. Бо́льшая часть состояния Ванессы, согласно её завещанию, отошла Джорджу Беркли, другу Свифта, в будущем известному философу. Свифт высоко ценил Беркли, который тогда был деканом в ирландском городе Дерри.

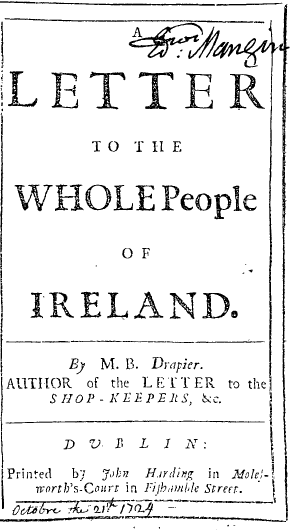
Воззвание к народу Ирландии («Письма суконщика», 1724)

1724 год: анонимно изданы и разошлись многотысячным тиражом мятежные «Письма суконщика», призывающие к бойкоту английских товаров и неполновесной английской монеты. Резонанс от «Писем» был оглушительным и повсеместным, так что Лондону пришлось срочно назначать нового наместника, Картерета, для успокоения ирландцев. Премия, назначенная Картеретом тому, кто укажет имя автора, осталась невручённой. Удалось найти и отдать под суд печатника «Писем», однако присяжные единодушно его оправдали. Премьер-министр лорд Уолпол предложил арест «подстрекателя», но Картерет пояснил, что для этого понадобится десять тысяч солдат.
В конечном счёте Англия сочла за лучшее пойти на некоторые экономические уступки (1725 год), и с этого момента англиканский декан Свифт стал национальным героем и неофициальным лидером католической Ирландии. Современник отмечает: «Его портреты были выставлены на всех улицах Дублина… Приветствия и благословения сопровождали его всюду, где бы он ни проходил». Однажды на площади перед собором собралась и подняла шум многочисленная толпа. Свифту доложили, что это горожане готовятся наблюдать солнечное затмение. Раздражённый Свифт велел передать собравшимся, что декан отменяет затмение. Толпа затихла и почтительно разошлась. По воспоминаниям друзей, Свифт говорил: «Что касается Ирландии, то здесь меня любят только мои старые друзья — чернь, и я отвечаю на их любовь взаимностью, ибо не знаю никого другого, кто бы этого заслуживал».
В ответ на продолжавшееся экономическое давление метрополии, Свифт из собственных средств учредил фонд помощи дублинским горожанам, которым грозило разорение, причём не делал различия между католиками и англиканами. Бурный скандал по всей Англии и Ирландии вызвал знаменитый памфлет Свифта «Скромное предложение», в котором он издевательски посоветовал: если мы не в состоянии прокормить детей ирландских бедняков, обрекая их на нищету и голод, давайте лучше продавать их на мясо, а из кожи делать перчатки.
Заметив, что многие могилы в соборе святого Патрика запущены и памятники разрушаются, Свифт разослал родственникам покойных письма, в которых требовал немедленно прислать деньги для ремонта памятников; в случае отказа он пообещал привести могилы в порядок за счёт прихода, но в новой надписи на памятниках увековечить скупость и неблагодарность адресата. Одно из писем было направлено королю Георгу II. Его величество оставил письмо без ответа, и в соответствии с обещанием на надгробной плите его родственника были отмечены скупость и неблагодарность короля.

### Последние годы (1727—1745)

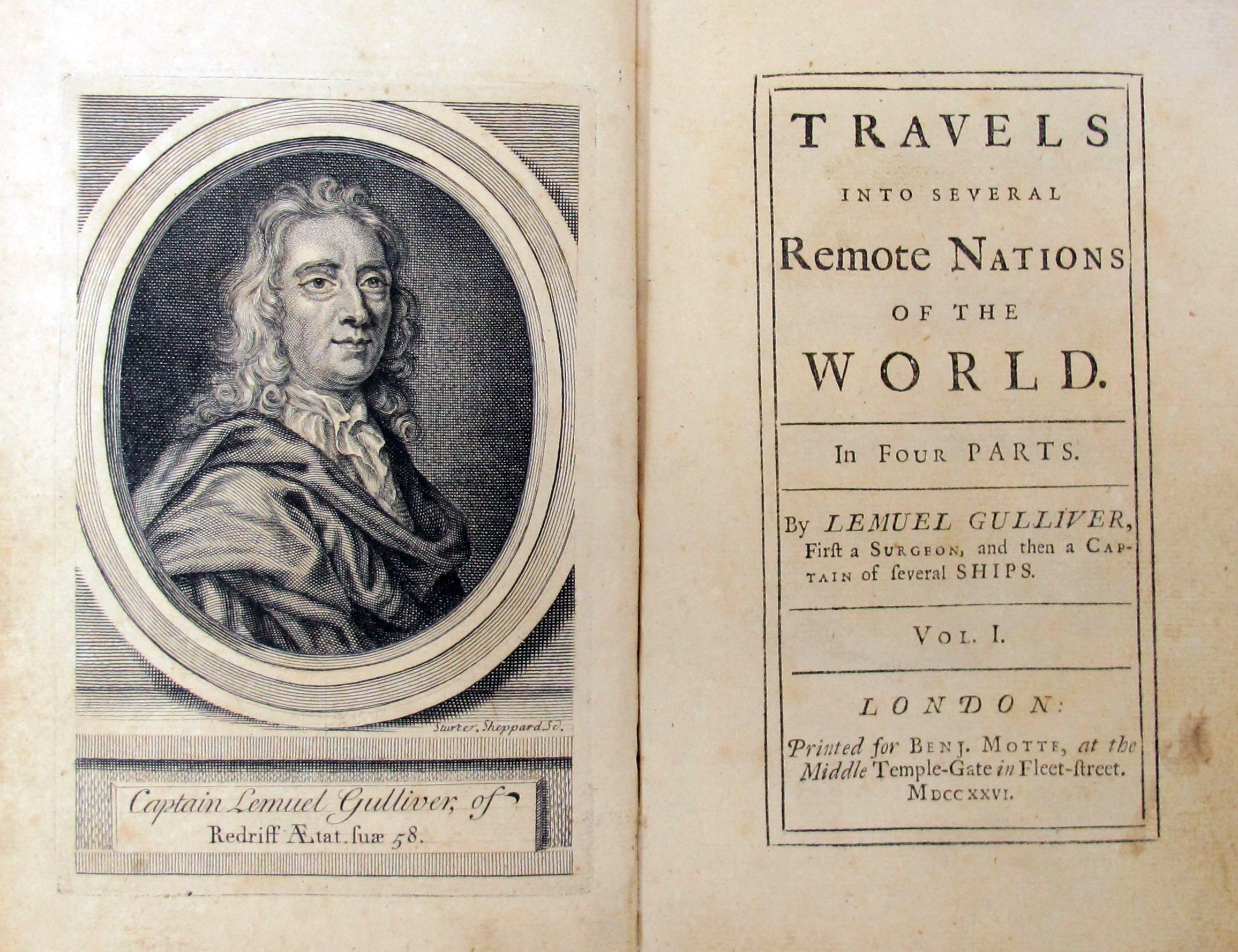
Титульный лист первого издания «Путешествий Гулливера»

В 1726 году выходят первые два тома «Путешествий Гулливера» (без указания имени настоящего автора); остальные два тома были опубликованы в следующем году. Книга, несколько подпорченная цензурой, пользуется невиданным успехом. За несколько месяцев она переиздавалась трижды, вскоре появились её переводы на другие языки.
В 1728 году умерла Стелла. Физическое и душевное состояние Свифта ухудшаются. Популярность его продолжает расти: в 1729 году Свифту присваивается звание почётного гражданина Дублина, выходят его собрания сочинений: первое в 1727 году, второе — в 1735 году.
В последние годы Свифт страдал от серьёзного душевного расстройства; в одном из писем он упоминал «смертельную скорбь», убивающую его тело и душу. В 1742 году после инсульта Свифт потерял речь и (частично) умственные способности, после чего был признан недееспособным. Три года спустя (1745) Свифт скончался. Похоронен в центральном нефе своего собора рядом с могилой Эстер Джонсон, эпитафию на надгробной плите он сам сочинил заранее, ещё в 1740 году, в тексте завещания:

Здесь покоится тело Джонатана Свифта, декана этого собора, и суровое негодование уже не раздирает его сердце. Ступай, путник, и подражай, если можешь, тому, кто мужественно боролся за дело свободы.
Оригинальный текст (лат.)Hic depositum est corpus

JONATHAN SWIFT S.T.D.

Hujus Ecclesiae Cathedralis

Decani

Ubi saeva indignatio

Ulterius

Cor lacerare nequit

Abi Viator

Et imitare, si poteris

Strenuum pro virili

Libertatis Vindicatorem

Obiit 19 Die Mensis Octobris

A. D. 1745 Anno Ætatis 78

Утвердилось толкование, что свобода (libertas) подразумевается не только от насилия и угнетения, но и вообще от бремени накопленных и умножаемых человечеством предрассудков и ошибок. Ещё ранее, в 1731 году, Свифт написал поэму «Стихи на смерть доктора Свифта», содержащую своеобразный автопортрет:
| Поставил автор цель благую — Лечить испорченность людскую. Мошенников и плутов всех Хлестал его жестокий смех… Сдержи перо он и язык, Он в жизни многого б достиг. Но он не помышлял о власти, Богатство не считал за счастье… Согласен я, декана ум Сатиры полон и угрюм; Но не искал он нежной лиры: Наш век достоин лишь сатиры. Всем людям мнил он дать урок Казня не имя, но порок. И одного кого-то высечь Не думал он, касаясь тысяч. — Перевод Ю. Д. Левина |

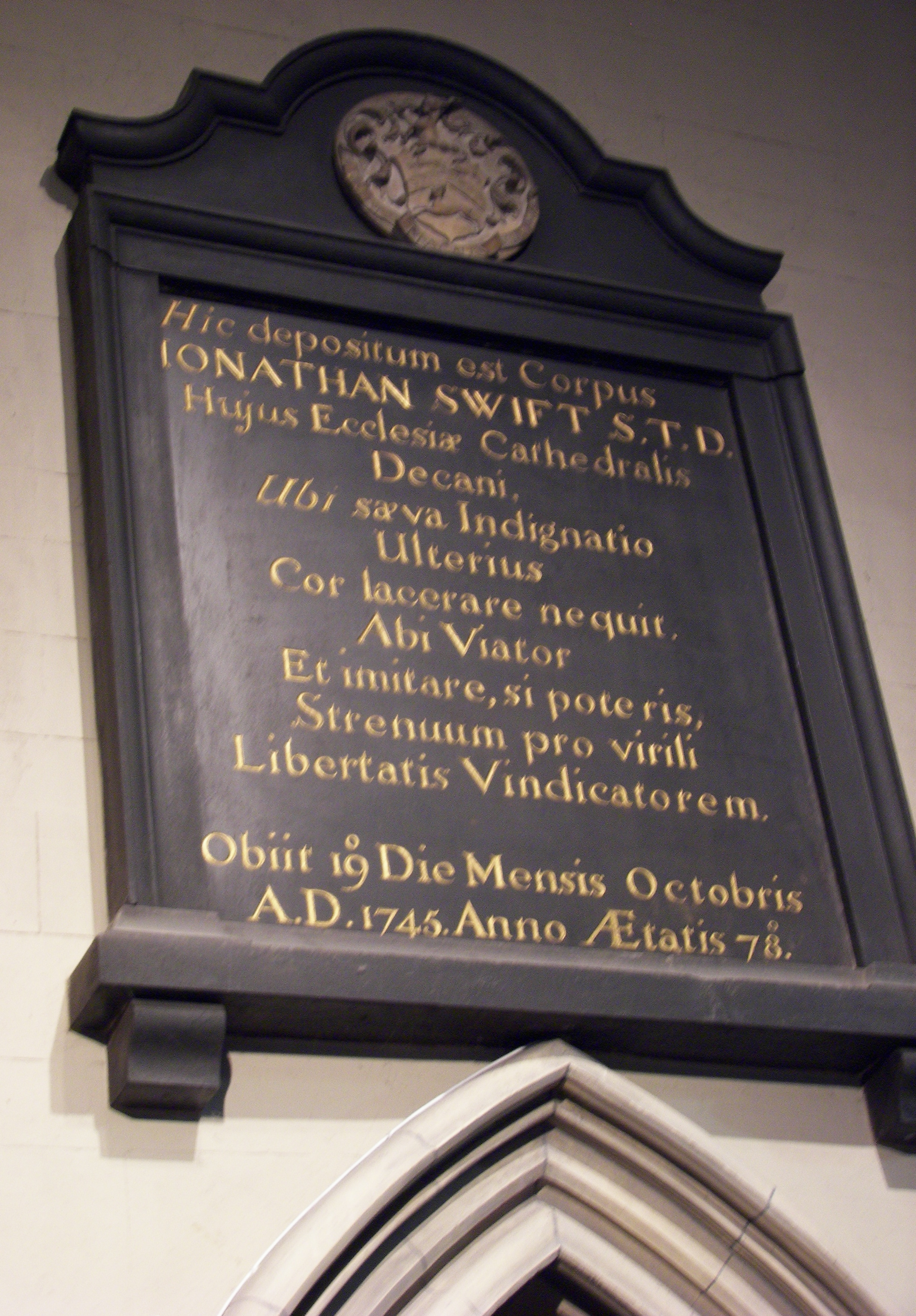
Эпитафия Свифта самому себе. Собор Св. Патрика

Бо́льшую часть своего состояния Свифт завещал употребить на создание лечебницы для душевнобольных; «Госпиталь Святого Патрика для имбецилов» был открыт в Дублине в 1757 году и существует по сей день, являясь старейшей в Ирландии психиатрической клиникой.

## Творчество

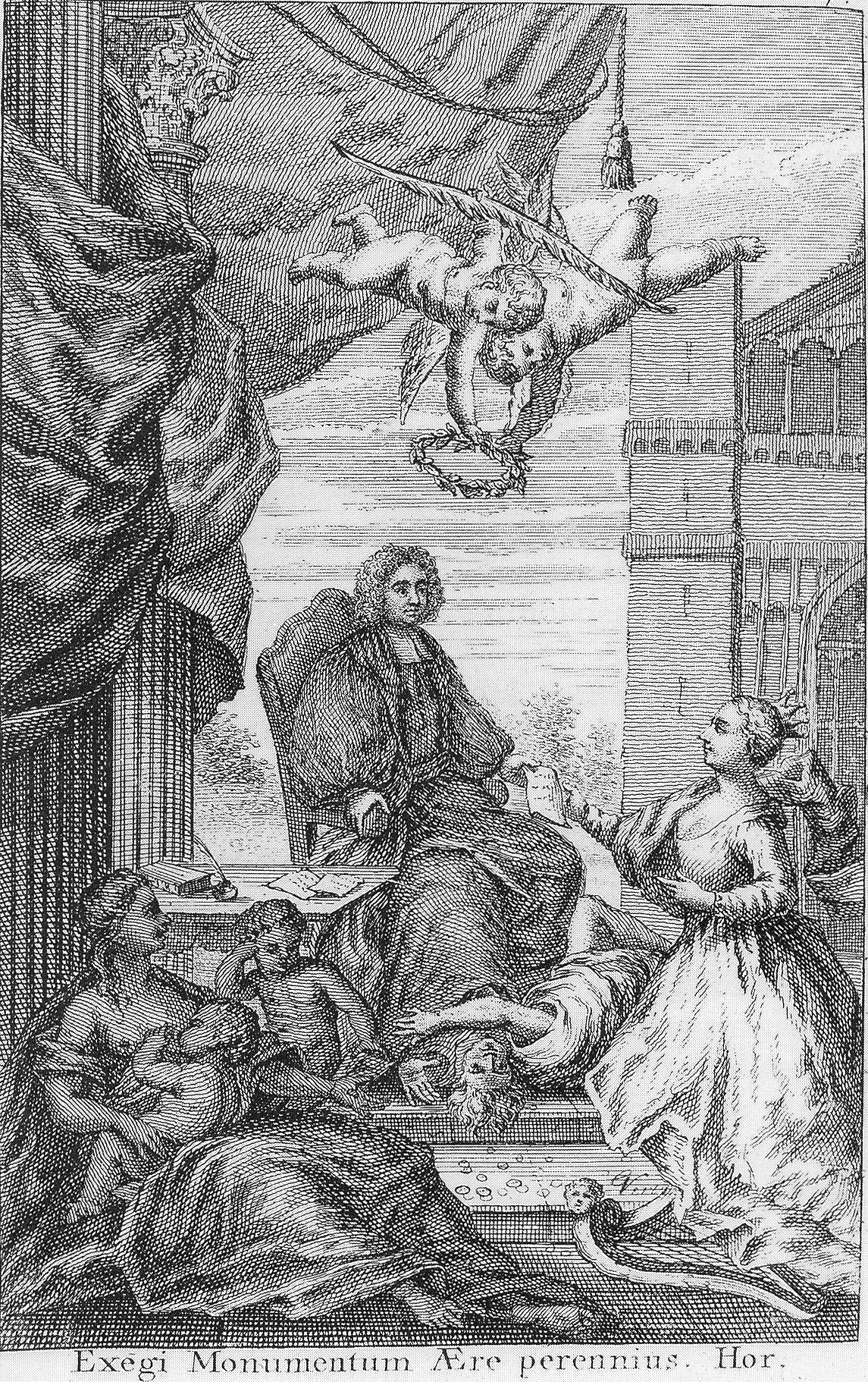
Рисунок на обложке сборника сочинений Свифта (1735): Ирландия благодарит Свифта, и ангелы дарят ему лавровый венок

Все свои произведения, кроме «Предложения об исправлении, улучшении и закреплении английского языка», Свифт публиковал без указания имени автора или под вымышленными именами. Среди них основное место занимают сатирические памфлеты и поэмы. В своё время Свифта характеризовали как «мастера политического памфлета». По прошествии времени его произведения утратили сиюминутную политическую остроту, но стали образцом иронической сатиры. Его книги ещё при жизни были исключительно популярны как в Ирландии, так и в Англии, где они выходили большими тиражами. Некоторые его произведения, вне зависимости от породивших их политических обстоятельств, зажили собственной литературно-художественной жизнью.
В первую очередь это относится к тетралогии «Путешествия Гулливера», которая стала одной из классических и наиболее часто читаемых книг во многих странах мира, а также десятки раз экранизировалась. Правда, при адаптации для детей и в кино сатирический заряд этой книги выхолащивается. Первый русский перевод «Путешествий Гулливера» вышел в 1772—1773 годах под названием «Путешествия Гулливеровы в Лилипут, Бродинягу, Лапуту, Бальнибарбы, Гуигнгмскую страну или к лошадям». Перевод выполнил с французского издания Ерофей Каржавин.

### Философская и политическая позиция
Мировоззрение Свифта, по его собственным словам, окончательно сложилось ещё в 1690-е годы. Позднее, в письме от 26 ноября 1725 года своему другу, поэту Александру Поупу, Свифт пишет, что мизантропы получаются из людей, которые считали людей лучше, чем они есть, а затем поняли, что обманулись. Свифт же «не питает ненависти к человечеству», потому что никогда не имел никаких иллюзий на его счёт. «Вы и все мои друзья должны позаботиться о том, чтобы мою нелюбовь к миру не приписывали возрасту; в моём распоряжении есть надёжные свидетели, которые готовы подтвердить: с двадцати до пятидесяти восьми лет это чувство оставалось неизменным». Свифт не разделял либеральной идеи о высшей ценности прав отдельного человека; он считал, что, предоставленный самому себе, человек неизбежно скатится к скотскому аморализму еху. Для самого же Свифта мораль всегда стояла в начале списка человеческих ценностей. Нравственного прогресса человечества он не видел — скорее наоборот, отмечал деградацию, а к научному прогрессу он относился скептически и ясно показал это в «Путешествиях Гулливера» .
Важную роль в поддержании общественной морали Свифт отводил англиканской церкви, которая, по его мнению, относительно меньше испорчена пороками, фанатизмом и произвольными извращениями христианской идеи — по сравнению с католицизмом и радикальным пуританизмом. В «Сказке бочки» Свифт высмеивал теологические споры, а в «Путешествиях Гулливера» описал знаменитую аллегорию непримиримой борьбы тупоконечников против остроконечников. В этом, как ни странно, причина его неизменных выступлений против религиозной свободы в британском королевстве — он считал, что религиозный разброд подрывает общественную мораль и человеческое братство. Никакие богословские разногласия, по мнению Свифта, не являются серьёзной причиной для церковных расколов, и тем более — для конфликтов. В памфлете «Рассуждение о неудобстве уничтожения христианства в Англии» (1708) Свифт протестует против либерализации религиозного законодательства в стране. По его мнению, это приведёт к размыву, а в перспективе — к «отмене» в Англии и христианства, и всех связанных с ним моральных ценностей .
В таком же духе выдержаны и другие саркастические памфлеты Свифта, а также — с поправкой на стиль — его письма. В целом творчество Свифта можно рассматривать как призыв найти пути улучшить человеческую природу, отыскать способ возвысить её духовную и разумную составляющие. Свою Утопию Свифт предложил в виде идеального общества благородных гуигнгнмов.
Политические взгляды Свифта, как и религиозные, отражают его консервативное стремление к «золотой середине». Свифт решительно выступал против всех видов тирании, однако столь же решительно требовал, чтобы недовольное политическое меньшинство подчинялось большинству, воздерживаясь от насилия и беззакония. Биографы отмечают, что несмотря на переменчивость партийной позиции Свифта, его взгляды оставались неизменными на протяжении всей его жизни. Отношение Свифта к профессиональным политикам лучше всего передают известные слова мудрого короля великанов: «всякий, кто вместо одного колоса или одного стебля травы сумеет вырастить на том же поле два, окажет человечеству и своей родине бо́льшую услугу, чем все политики, взятые вместе».
Свифта иногда изображают мизантропом, ссылаясь на то, что в своих произведениях, особенно в IV путешествии Гулливера, он беспощадно бичует человечество. Однако такой взгляд трудно совместить со всенародной любовью, которой он пользовался в Ирландии. Трудно также поверить, что Свифт изобразил нравственное несовершенство человеческой природы с целью поиздеваться над ней. Критики отмечают, что в обличениях Свифта чувствуется искренняя боль за человека, за его неумение достичь лучшей участи. Больше всего Свифта выводило из себя излишнее человеческое самомнение: он писал в «Путешествиях Гулливера», что готов снисходительно отнестись к любому набору человеческих пороков, но когда к ним прибавляется ещё и гордость, «терпение моё истощается». Проницательный Болингброк заметил в письме Свифту 10 декабря 1725: если бы он действительно ненавидел мир так, как изображает, он бы так на этот мир не злобствовал.
В другом письме Александру Поупу (от 19 сентября 1725 года) Свифт так определил свои взгляды:

Я всегда ненавидел все нации, профессии и всякого рода сообщества; вся моя любовь обращена к отдельным людям: я ненавижу, например, породу законников, но люблю адвоката имярек и судью имярек; то же самое относится и к врачам (о собственной профессии говорить не стану), солдатам, англичанам, шотландцам, французам и прочим. Но прежде всего я ненавижу и презираю животное, именуемое человеком, хотя от всего сердца люблю Джона, Питера, Томаса и т. д. Таковы воззрения, коими я руководствовался на протяжении многих лет, хотя и не высказывал их, и буду продолжать в том же духе, пока буду иметь дело с людьми.

### Книги
- «Битва книг», (англ. The Battle of the Books, 1697).
- «Сказка бочки[англ.]», (англ. A Tale of a Tub, 1704).
- «Дневник для Стеллы» (англ. The Journal to Stella, 1710—1714).
- «Путешествия Гулливера» (англ. Travels into Several Remote Nations of the World, in Four Parts. By Lemuel Gulliver, First a Surgeon, and then a Captain of Several Ships) (1726).

Свифт впервые обратил на себя внимание читателей в 1704 году, издав «Битву книг» — нечто среднее между притчей, пародией и памфлетом, основная идея которой состоит в том, что произведения античных авторов стоя́т выше, нежели современные сочинения — как в художественном, так и нравственном отношении.
«Сказка бочки» — тоже притча, повествующая о приключениях троих братьев — Мартина, Петра и Джека, которые олицетворяют три ветви христианства — англиканство, католицизм и кальвинизм. Книга аллегорически доказывает превосходство благоразумного англиканства над двумя другими конфессиями, извратившими, по мнению автора, первоначальное христианское учение. Надо отметить характерную для Свифта особенность — в критике чужих конфессий он не опирается ни на цитаты из Библии, ни на церковные авторитеты — он апеллирует только к разуму и здравому смыслу. Озорной стиль автора вызвал негодование противников; книга была названа «самой богохульной» из всех книг на английском языке, а католическая церковь внесла её в Индекс запрещённых книг. Вольтер заметил, что «розги Свифта настолько длинны, что задевают не только сыновей, но и самого отца».

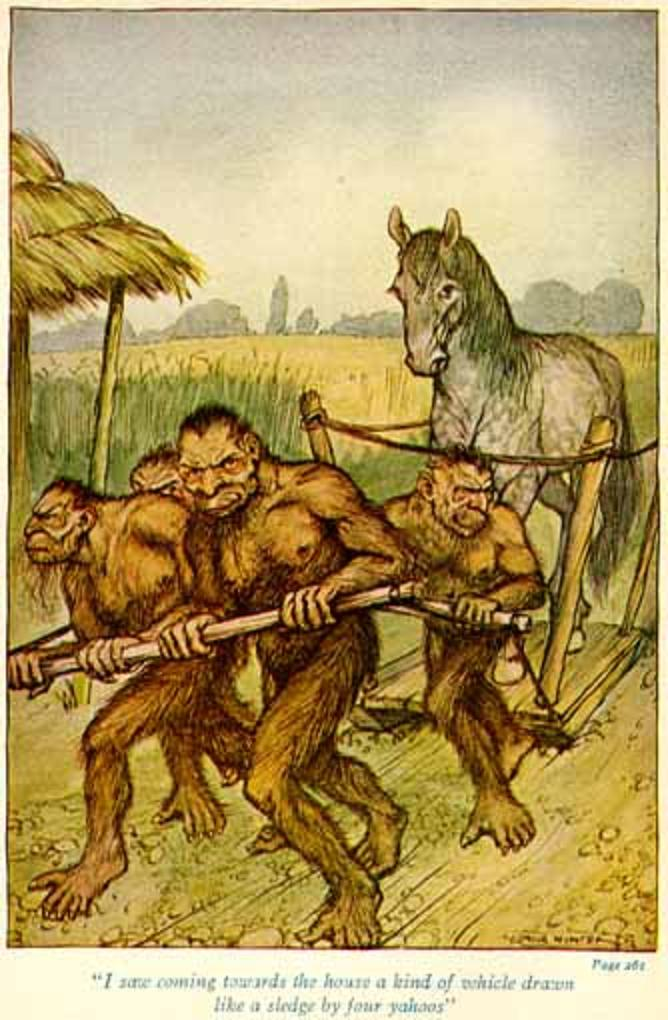
Еху в стране лошадей

Часть произведений Свифта носит лирический характер: сборник писем «Дневник для Стеллы», поэма «Каденус и Ванесса» (Cadenus — анаграмма от decanus, то есть «декан») и ряд других поэм. Биографы спорят о том, каковы были отношения Свифта с двумя его воспитанницами — одни считают их платоническими, другие любовными, но в любом случае они были тёплыми и дружескими, и мы видим в этой части творчества «другого Свифта» — верного и заботливого друга.
«Путешествия Гулливера» — программный манифест Свифта-сатирика. В первой части читатель смеётся над нелепым самомнением лилипутов. Во второй, в стране великанов, меняется точка зрения, и выясняется, что наша цивилизация заслуживает такого же осмеяния. В третьей высмеиваются наука и человеческий разум вообще. Наконец, в четвёртой появляются мерзкие еху как концентрат исконной человеческой природы, не облагороженной духовностью. Свифт, как обычно, не прибегает к морализаторским наставлениям, предоставляя читателю сделать собственные выводы — выбрать между еху и их моральным антиподом, причудливо облечённым в лошадиную форму.

### Стихотворения и поэмы
Стихотворные произведения Свифт писал, с перерывами, всю свою жизнь. Их жанры варьируют от чистой лирики до язвительной пародии.
- «Ode to the Athenian Society», 1692 (первое опубликованное произведение Свифта).
- «Филемон и Бавкида» («Baucis and Philemon»), 1706—1709.
- «A Description of the Morning», 1709.
  - Univ. of Toronto
  - Univ. of Virginia
- «A Description of a City Shower», 1710.
- «Каденус и Ванесса» («Cadenus and Vanessa»), 1713.
- «Phillis, or, the Progress of Love», 1719.
- Поэмы, написанные ко дням рождения Стеллы:
  - 1719. Univ. of Toronto
  - 1720. Univ of Virginia
  - 1727. Univ of Toronto
- «The Progress of Beauty», 1719—1720.
- Progress of Poetry", 1720.
- «A Satirical Elegy on the Death of a Late Famous General», 1722.
- «To Quilca, a Country House not in Good Repair», 1725.
- «Advice to the Grub Street Verse-writers», 1726.
- «The Furniture of a Woman’s Mind», 1727.
- «On a Very Old Glass», 1728.
- «A Pastoral Dialogue», 1729.
- «The Grand Question debated Whether Hamilton’s Bawn should be turned into a Barrack or a Malt House», 1729.
- «On Stephen Duck, the Thresher and Favourite Poet», 1730.
- OurCivilisation.com «Death and Daphne», 1730.
- «The Place of the Damn’d», 1731.
- «A Beautiful Young Nymph Going to Bed», 1731
  - Jack Lynch
  - Univ of Virginia
- «Strephon and Chloe», 1731
  - Jack Lynch
  - Univ of Virginia
- «Helter Skelter», 1731.
- «Cassinus and Peter: A Tragical Elegy», 1731.
- «The Day of Judgment», 1731.
- «Стихи на смерть доктора Свифта» («Verses on the Death of Dr. Swift, D.S.P.D.»), 1731—1732.
  - Jack Lynch
  - Univ of Toronto
  - Univ of Virginia
- «An Epistle To A Lady», 1732.
- «The Beasts' Confession to the Priest», 1732.
- «The Lady’s Dressing Room», 1732.
- «On Poetry: A Rhapsody», 1733.
- «The Puppet Show»
- «The Logicians Refuted».

### Публицистика

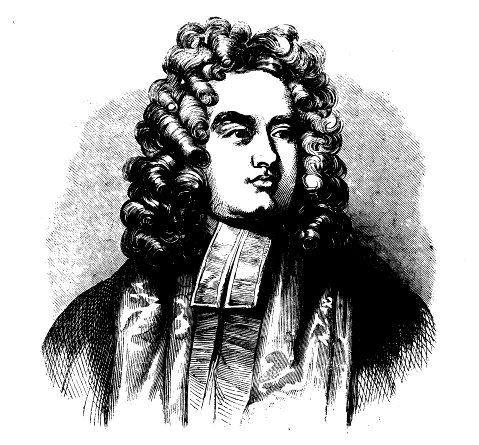
Портрет Джонатана Свифта в газете International Mag., 1850

Из многих десятков свифтовских памфлетов и писем наибольшую известность получили:
- «Рассуждение о неудобстве уничтожения христианства в Англии» (1708).
- «Предложение об исправлении, улучшении и закреплении английского языка» (англ. A Proposal for Correcting, Improving and Ascertaining the English Tongue, 1712).
- Письма суконщика (1724—1725).
- Скромное предложение (1729).

Жанр памфлета существовал ещё в античные времена, но Свифт придал ему виртуозную художественность и, в определённом смысле, театральность. Каждый его памфлет написан с позиций некоторого персонажа-маски; язык, стиль и содержание текста тщательно отобраны именно для этого персонажа. При этом в разных памфлетах маски совершенно разные.
В издевательском памфлете «Рассуждение о неудобстве уничтожения христианства в Англии» (1708, опубликован в 1711 году) Свифт отвергает попытки вигов расширить религиозную свободу в Англии и отменить некоторые ограничения для диссидентов. Для него отказ от привилегий англиканства означает попытку занять чисто светскую позицию, стать выше всех конфессий, что, в конечном счёте, означает отказ от опоры на традиционные христианские ценности. Выступая под маской либерала, он соглашается с тем, что христианские ценности мешают проведению партийной политики, и поэтому закономерно встаёт вопрос об отказе от них:

Большую выгоду для общества усматривают ещё и в том, что, если мы откажемся от евангельского учения, всякая религия, конечно, будет изгнана навеки, и вместе с нею — все те печальные следствия воспитания, которые, под названием добродетели, совести, чести, справедливости и т. п., столь губительно действуют на спокойствие человеческого ума и представление о которых так трудно искоренить здравым смыслом и свободомыслием иногда даже на протяжении всей жизни.

Либерал, однако, доказывает далее, что религия может быть в некоторых отношениях полезна и даже выгодна, и рекомендует воздержаться от её полной отмены.
К борьбе против грабительской политики английского правительства в отношении Ирландии Свифт призывал под маской «суконщика М. Б.» (возможно, намёк на Марка Брута, которым Свифт всегда восхищался). Предельно гротескна и цинична маска в «Скромном предложении», однако весь стиль этого памфлета, по замыслу автора, убедительно подводит к заключению: уровень бессовестности авторской маски вполне соответствует морали тех, кто обрекает ирландских детей на безнадёжно-нищенское существование.
В некоторых публичных материалах Свифт излагает свои взгляды прямо, обходясь (или почти совсем обходясь) без иронии. Например, в письме «Предложение об исправлении, улучшении и закреплении английского языка» он искренне протестует против порчи литературного языка жаргонизмами, диалектными и просто неграмотными выражениями.
Немалую часть свифтовской публицистики занимают разного рода мистификации. Например, в 1708 году Свифт атаковал астрологов, которых считал отъявленными мошенниками. Он издал, под именем «Исаак Бикерстафф» (англ. Isaac Bickerstaff), альманах с предсказаниями грядущих событий. Альманах Свифта добросовестно пародировал аналогичные популярные издания, которые публиковал в Англии некий Джон Партридж, бывший сапожник; он содержал, помимо обычных туманных заявлений («в этом месяце значительному лицу будет угрожать смерть или болезнь»), также и вполне конкретные предсказания, в том числе скорый день смерти упомянутого Партриджа. Когда этот день настал, Свифт распространил сообщение (от имени знакомого Партриджа) о его кончине «в полном соответствии с предсказанием». Злополучному астрологу стоило большого труда доказать, что он жив, и восстановиться в списке издателей, откуда его поспешили вычеркнуть.

## Восприятие Свифта
Спустя десятилетие после его смерти в Англии начинается процесс постепенного принижения его художественного наследия, который увязывали с особенностями его характера и «мизантропического» мировоззрения. Начало было положено биографией Свифта, написанной Джоном Бойлем (лордом Оррери) 1751 года; в этой биографии Оррери одновременно и превозносил Свифта, и осуждал его за богохульное презрение к человечеству. Позицию Оррери поддержали писатель Сэмюэл Ричардсон, поэт Сэмюэл Кольридж и многие другие. Несмотря на все нападки, «Путешествие Гулливера» неизменно пользовалось у читателей огромной популярностью.
После выхода в 1814 году тщательно подготовленного Вальтером Скоттом собрания сочинений Свифта с биографией и комментариями, до самого конца XIX века в викторианской Англии какие-либо положительные оценки оставались единичными, отрицательное отношение было общепризнанным и доходило до поношения в печати и литературе. Сочинения Свифта печатались редко, а «Путешествия Гулливера» — почти исключительно в урезанном и переработанном виде (текст Фолкнера 1735 года, выверенный Свифтом, впервые переиздан лишь в 1922 году). Подобное отношение постепенно возобладало во всей Западной Европе до середины XX века. Только к концу XIX века появились работы, положившие начало современному свифтоведению — биографии Дж. Форстера и Г. Крэйка и очерки Дж. Ч. Коллинза, Л. Стивена, Д. Морайэрти (Gerald P. Moriarty). Однако в XX веке в США и Британии автора и его сочинения обильно подвергали психоанализу, увязывая его мизантропию и прочие стандартные обвинения с разнообразнейшими сексуальными девиациями и патологиями, вплоть до «некрофильских фантазий» (по Б. Карпману).
Во Франции выходили, за редчайшим исключением, лишь многочисленные переиздания вольного пересказа «Путешествий Гулливера» Гюйо-Дефонтена в морализаторском духе, ставшего основой для детских и семейных адаптаций. В XVIII веке издавались различные продолжения-мистификации и подражания.
В других странах наиболее объективно восприняли Свифта в Германии и Швейцарии: во второй половине XVIII века вышли хорошо переведённые (в отличие от Франции) собрания сочинений, критика была положительной, но позже отношение стало прохладным, так как сатиру вообще считали мало полезной для Просвещения, особенно едкую, как у Свифта.
Естествоиспытатели, которым досталось немало насмешек Свифта, по-своему «расплатились» с ним. В начале 1830-х его череп был выкопан и обследован френологами, они нашли, что черепные шишки свидетельствуют об умственном и нравственном убожестве декана. Эта информация несколько лет циркулировала в специальных журналах.

## Память

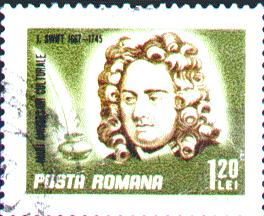
Почтовая марка Румынии, посвящённая Дж. Свифту
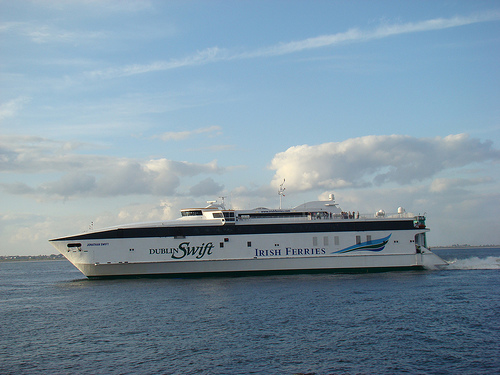
Скоростной ирландский паром «Джонатан Свифт»

В честь Свифта названы:
- кратер на одном из угаданных им спутников Марса[60] (кратер Свифт на Луне назван в честь астронома Льюиса Свифта);
- скоростной ирландский паром (HSC Jonathan Swift[англ.]);
- площадь (англ. Dean Swift Square) и улица в Дублине, а также улицы в нескольких других городах.

В Дублине установлены два бюста Свифта:
- в Тринити-колледже, мраморный, автор: Луи Франсуа Рубийяк (фр. Louis François Roubillac), 1749;
- в соборе св. Патрика, автор: Патрик Каннингем (англ. Patrick Cunningham), 1766.

Центральный банк Ирландии выпустил в 1981 году десятифунтовую купюру с изображением Джонатана Свифта.
В информатике термины, указывающие «направление письма» кода (Big-endian,Little-endian) введены Danny Cohen, отсылая к конфликту лилипутов, с какого конца разбивать яйца.

## Художественные произведения о Джонатане Свифте
- Дом, который построил Свифт — телевизионный художественный фильм 1982 года режиссёра Марка Захарова по одноимённой пьесе Григория Горина.
- Владимир Карев. На секретной службе Джонатана Свифта (киносценарий, 1989).